# ريال سانتاندير
ريال سانتاندير (بالإسبانية: Real Santander) هو فريق كرة قدم كولومبي محترف، مقره بوكارامانغا ، ويلعب حاليًا في دوري الدرجة الأولى (ب) . يلعب الفريق مبارياته على أرضه في ملعب فيلا كونشا في بيديكويستا ، وهي بلدية تقع في منطقة بوكارامانغا الحضرية. تأسس النادي في عام 2006.